# میلتون (کالیفرنیا)
میلتون (به انگلیسی: Milton) یک منطقهٔ مسکونی در ایالات متحده آمریکا است که در شهرستان کالاوراس، کالیفرنیا واقع شده‌است. میلتون ۱۲۰ متر بالاتر از سطح دریا واقع شده‌است.